# 劳拉·克韦多
劳拉·克韦多（西班牙語：Laura Quevedo，1996年4月15日—），西班牙女子篮球运动员。她曾代表西班牙国家队参加2016年夏季奥林匹克运动会女子篮球比赛，结果获得一枚银牌。